# Canon COW de 37 mm
Pour les articles homonymes, voir Canon de 37 mm.
Le canon COW 37 mm est un ancien canon automatique britannique, conçu et développé pour équiper les avions.

## Conception et développement
La manufacture d'armes Coventry Ordnance Works a été mise sur pied en 1905, à partir d'un consortium de firmes spécialisées dans la construction de navires de guerre, à savoir John Brown & Company, Cammell Laird et Fairfield), dans le but de concurrencer le duopole qui existait déjà entre les usines Vickers et Armstrong-Whitworth dans la production de canons pour la marine militaire britannique.
En plus des canons navals lourds, l'entreprise COW se spécialisa par la suite dans la construction de canons anti-aériens. L'époque était propice à ce type de production car les progrès de l'aéronautique firent croître la demande en canons destinés à être montés sur des avions de guerre. Leur première tentative dans la conception d'un canon automatique fut un canon d'1 livre (aussi désigné « one pounder », une livre étant le poids nominal d'un obus) à partir d'un chargeur de type 37 × 94. Puis ce canon évolua vers un canon d'1,5 livre, utilisant de plus grandes cartouches (37 × 190) ainsi qu'un chargeur à plus grande contenance de munitions (5 coups). Le canon COW de 37 mm fut réellement produit lorsque la Première Guerre mondiale prit fin et fut de ce fait seulement en service à bord de quelques Airco DH.4.
Après la guerre, il fut essayé sur plusieurs types d'avions de guerre, plus particulièrement sur des hydravions tels que le Blackburn Perth, où il se révéla efficace contre les petits bateaux et navires monocoques mais également au cœur des combats. Le Ministère de l'Air britannique réclama spécialement la construction d'appareils sur lesquels pouvaient se monter les canons COW de 37 mm, tel que le Westland C.O.W. Gun Fighter. 
Après que la société Vickers eut acquis la Coventry Ordnance Works, les canons COW de 37 mm furent utilisés pour le développement et la conception des canons Vickers de catégorie « S » de 40 mm. Ces derniers servirent sur des Hawker Hurricane en tant qu'armement anti-char.
Durant la Seconde Guerre mondiale, les canons COW furent utilisés pour armer les Bedford, notamment les Bedford OYD Armadillo, des camions conçus avec une structure en bois ; ou encore pour défendre des
bunkers. Ces véhicules ainsi armés furent engagés par la RAF pour la défense des pistes d'atterrissage, et plus tard pour la Home Guard.